# Bourton-on-the-Water Railway
Die Bourton-on-the-Water Railway  war eine Eisenbahngesellschaft in Gloucestershire in England.
Die Gesellschaft erhielt am 14. Juni 1860 das Recht zum Bau einer Bahnstrecke von Chipping Northern Junction in der Nähe von Kingham an der Strecke der Oxford, Worcester and Wolverhampton Railway nach Bourton-on-the-Water. Der Betrieb auf der Strecke erfolgte ab der Eröffnung am 1. März 1862 durch die West Midland Railway und später der Great Western Railway (GWR). Der Bau einer am 25. Juli 1864 genehmigten Erweiterung nach Cheltenham wurde 1867 abgebrochen, da man die Banbury and Cheltenham Direct Railway zum Bau dieser Strecke gründete. 
Am 1. Februar 1874 übernahm die GWR die Gesellschaft. 